# Episodi di Zak Storm
La prima stagione della serie animata Zak Storm viene trasmessa in Francia dal 2 dicembre 2016 al 26 luglio 2018.
Negli Stati Uniti d'America, su Discovery Family, dal 14 ottobre 2017 ed è in corso la trasmessa mentre su Netflix è stata pubblicata il 1º novembre 2017, 1º settembre 2018 e 15 settembre 2018.
In Italia viene trasmessa su DeA Kids dal 3 luglio 2017 al 24 agosto 2018. Su Super! i primi 13 episodi sono stati trasmessi in chiaro dal 28 agosto al 13 settembre 2017, mentre i restanti episodi vengono trasmessi a partire dal 29 settembre 2018.
| nº US | n° FR | n° ITA | Titolo inglese              | Titolo francese            | Titolo italiano               | Prima TV Francia | Prima TV USA      | Prima TV Italia  |
| ----- | ----- | ------ | --------------------------- | -------------------------- | ----------------------------- | ---------------- | ----------------- | ---------------- |
| 1     | 1     | 1      | Origines                    | Origines                   | L'origine                     | 2 dicembre 2016  | 14 ottobre 2017   | 3 luglio 2017    |
| 2     | 2     | 2      | Origines                    | Origines                   | L'origine                     | 3 dicembre 2016  | 14 ottobre 2017   | 4 luglio 2017    |
| 3     | 3     | 3      | Morlock the Unstoppable     | L'invincible Morlock       | L'unione fa la forza          | 4 dicembre 2016  | 21 ottobre 2017   | 5 luglio 2017    |
| 4     | 4     | 4      | Witch Overboard             | Une sorcière au monstre    | La collana stregata           | 5 dicembre 2016  | 28 ottobre 2017   | 6 luglio 2017    |
| 5     | 5     | 5      | Freezing Point              | Nounou Viking              | Il labirinto di ghiaccio      | 6 dicembre 2016  | 4 novembre 2017   | 7 luglio 2017    |
| 6     | 6     | 6      | The Voice of Chaos          | La voix du Chaos           | Il cuore di Chaos             | 7 dicembre 2016  | 11 novembre 2017  | 10 luglio 2017   |
| 7     | 7     | 7      | Troll Diving                | Descente chez les Trolls   | I troll del mare              | 8 dicembre 2016  | 18 novembre 2017  | 11 luglio 2017   |
| 8     | 9     | 8      | The Seas Seven              | Infiltration               | I sette mari                  | 10 dicembre 2016 | 25 novembre 2017  | 12 luglio 2017   |
| 9     | 12    | 9      | Spirited Away               | Partir Un Jour             | Stelle malvagie               | 13 dicembre 2016 | 2 dicembre 2017   | 13 luglio 2017   |
| 10    | 14    | 10     | The Swap                    | L'échange                  | Lo scambio                    | 5 febbraio 2017  | 9 dicembre 2017   | 14 luglio 2017   |
| 11    | 15    | 11     | A Jellyfish of Legend       | Une méduse de légende      | La medusa leggendaria         | 18 febbraio 2017 | 16 dicembre 2017  | 17 luglio 2017   |
| 12    | 17    | 12     | Lemuria Attacks             | Lémuria Attaque            | L'attacco dei lemuriani       | 23 aprile 2017   | 23 dicembre 2017  | 18 luglio 2017   |
| 13    | 16    | 13     | Mutiny on the Demoniac      | Les Révoltés du Démoniac   | Ammutinamento sul Demoniak    | 18 febbraio 2017 | 23 dicembre 2017  | 19 luglio 2017   |
| 14    | 8     | 14     | Forged in Fire              | La forge éternelle         | Forgiato nel fuoco            | 9 dicembre 2016  | 12 maggio 2018    | 18 dicembre 2017 |
| 15    | 10    | 20     | Lighthouse of the Soul      | Lumière de l'âme           | Il faro dell'anima            | 11 dicembre 2016 | 12 maggio 2018    | 19 marzo 2018    |
| 16    | 11    | 15     | The Shipwrecked in the Sand | Les naufragés du sable     | Naufragato nelle sabbie       | 12 dicembre 2016 | 19 maggio 2018    | 19 dicembre 2017 |
| 17    | 13    | 16     | Prison Break                | En eaux troubles           | Prigioniero in fuga           | 14 dicembre 2016 | 26 maggio 2018    | 20 dicembre 2017 |
| 18    | 21    | 17     | The Bermuda Apocalypse      | Apocalypse des Bermudes    | Il relitto alieno             | 30 dicembre 2017 | 2 giugno 2018     | 21 dicembre 2017 |
| 19    | 22    | 18     | The Last Flight of Icarus   | Le dernier vol d'Icare     | La macchina volante           | 30 dicembre 2017 | 9 giugno 2018     | 22 dicembre 2017 |
| 20    | 23    | 19     | The Labyrinth of Minotaur   | Le labyrinthe du Minotaure | Il labirinto del minotauro    | 30 dicembre 2017 | 16 giugno 2018    | 23 dicembre 2017 |
| 21    | 19    | 21     | Crogar the Terrible         | Crogar le terrible         | Crogar il terribile           | 10 dicembre 2017 | 23 giugno 2018    | 20 marzo 2018    |
| 22    | 20    | 22     | Eye of the Cyclon           | Dans l'oeil du cyclone     | L'occhio del ciclone          | 10 dicembre 2017 | 30 giugno 2018    | 21 marzo 2018    |
| 23    | 26    | 27     | Call to Adventure           | L'appel de l'aventure      | Una telefonata a casa         | 18 luglio 2018   | 7 luglio 2018     | 18 giugno 2018   |
| 24    | 27    | 34     | The Wiseman                 | La sage                    | L'uomo che prevede il futuro  | 18 luglio 2018   | 14 luglio 2018    | 20 agosto 2018   |
| 25    | 25    | 23     | Eascape from Netherwhere    | Le hs des Bermudes         | Fuga da Netherwhere           | 21 gennaio 2018  | 21 luglio 2018    | 22 marzo 2018    |
| 26    | 24    | 24     | Thermal Shock               | Choc thermique             | I ghiacci di Sino             | 31 dicembre 2017 | 15 settembre 2018 | 23 marzo 2018    |
| 27    | 28    | 32     | Burn Out                    | La pierre du temps         | Un'ora indietro               | 20 luglio 2018   | 15 settembre 2018 | 25 giugno 2018   |
| 28    | 18    | 25     | Trial by Fire               | Duel en enfer              | La prova del fuoco            | 9 dicembre 2017  | 22 settembre 2018 | 26 marzo 2018    |
| 29    | 29    | 26     | Calabrass' Old Friend       | Calabrass ne répond plus   | Il vecchio amico di Calabrass | 21 luglio 2018   | 29 settembre 2018 | 27 marzo 2018    |
| 30    | 30    | 28     | Wrath of Blix               | La colère des Méduses      | L'ira di Blix                 | 21 luglio 2018   | 6 ottobre 2018    | 19 giugno 2018   |
| 31    | 31    | 29     | Calabrass' Body             | Le corps de Calabrass      | Il corpo di Calabrass         | 22 luglio 2018   | 13 ottobre 2018   | 20 giugno 2018   |
| 32    | 32    | 33     | Island of the Lost Children | L'île des enfants perdus   | L'isola dei bambini perduti   | 23 luglio 2018   | 20 ottobre 2018   | 26 giugno 2018   |
| 33    | 33    | 30     | Tanah Lost                  | Tanah Lost                 | Il forziere maledetto         | 23 luglio 2018   | 27 ottobre 2018   | 21 giugno 2018   |
| 34    | 34    | 35     | Between Stars               | Par-delà les étoiles       | Tra le stelle                 | 24 luglio 2018   | 3 novembre 2018   | 21 agosto 2018   |
| 35    | 35    | 36     | Viking Connexion            | La bande à Crogar          | Il trio vichingo              | 24 luglio 2018   | 10 novembre 2018  | 22 agosto 2018   |
| 36    | 36    | 31     | The Stowaway                | Le passager clandestin     | Gli anticorpi di Chaos        | 25 luglio 2018   | 17 novembre 2018  | 22 giugno 2018   |
| 37    | 37    | 37     | Zak's Choice                | Le Choix de Zak            | La scelta di Zak              | 25 luglio 2018   | 1º dicembre 2018  | 23 agosto 2018   |
| 38    | 38    | 38     | The Lost Orb                | L'orbe Perdu               | L'ultima palla                | 26 luglio 2018   | 8 dicembre 2018   | 24 agosto 2018   |
| 39    | 39    | 39     | The Last Guardian           | Le Dernier Gardien         | L'ultimo guardiano            | 26 luglio 2018   | 15 dicembre 2018  | 24 agosto 2018   |